# Spigelia longiflora
Spigelia longiflora là một loài thực vật có hoa trong họ Mã tiền. Loài này được Sessé & Moc. miêu tả khoa học đầu tiên năm 1893.